# Pattiveeranpatti
Pattiveeranpatti è una suddivisione dell'India, classificata come town panchayat, di 7.744 abitanti, situata nel distretto di Dindigul, nello stato federato del Tamil Nadu. In base al numero di abitanti la città rientra nella classe V (da 5.000 a 9.999 persone).

## Geografia fisica
La città è situata a 10° 12' 43 N e 77° 44' 42 E.

## Società

### Evoluzione demografica
Al censimento del 2001 la popolazione di Pattiveeranpatti assommava a 7.744 persone, delle quali 3.964 maschi e 3.780 femmine. I bambini di età inferiore o uguale ai sei anni assommavano a 595, dei quali 300 maschi e 295 femmine. Infine, coloro che erano in grado di saper almeno leggere e scrivere erano 6.391, dei quali 3.423 maschi e 2.968 femmine.